# Cardeña
Cardeña település Spanyolországban, Córdoba tartományban. Cardeña Adamuz, Villanueva de Córdoba, Conquista, Brazatortas, Fuencaliente, Andújar és Montoro községekkel határos. Lakosainak száma 1422 fő (2024).

## Népesség
A település népessége az elmúlt években az alábbi módon változott:
| Lakosok száma | 1856 | 1776 | 1750 | 1695 | 1703 | 1606 | 1552 | 1490 | 1473 | 1422 |
|               | 2001 | 2004 | 2006 | 2009 | 2011 | 2014 | 2016 | 2019 | 2021 | 2024 |